# AREA51
AREA51（エリアフィフティーワン）は、日本のパワーメタルバンド。2005年8月にファーストアルバム Ankh でデビュー。2008年3月にセカンドアルバム Daemonicus をリリースした。このアルバムにはインペリテリのヴォーカルであるロブ・ロックが1曲ゲスト参加している。

## メンバー
現メンバー
- Kate Cain - ヴォーカル
- 石野洋一郎 - ギター
- 山内優 - サポートドラム

旧メンバー
- 阿智健 - キーボード
- 川井仁 - ベース
- 大塚潤一 - キーボード
- 吉田好宏 - ベース
- 河野太郎 - ヴォーカル
- 今井乾介 - ドラムス

## ディスコグラフィ
CD
- Ankh（2005年8月8日 / ファーストアルバム）

1. Invitation
2. Chaotic Phase
3. Extend Wings
4. Domain
5. Fate
6. Sky Above Clouds
7. Alea Jacta Est
8. Ankh
9. The Last

BURRN! 2006年2月号にて「これだけは押さえておきたい！ ネオクラファンへの推薦版」特集に選定された。
- Daemonicus（2008年3月5日 / セカンドアルバム）

1. Intoroitus
2. Les Anges
3. Ashes
4. Venus 〜croix eternelle〜
5. CLOSE TO... -you and me-
6. crimson
7. Despair
8. JUST LIKE A PRAYER
9. Requiem
10. Lord Knows

Lord Knows は16分半の楽曲で、インペリテリのヴォーカルであるロブ・ロックがゲスト参加し、Kateとデュエットしている。マスタリングはFinnvox Studiosで行われている。
配信
- Ankh（iTunes Store 他）
- CLOSE TO... -you and me-（iTunes Store 他・配信限定）

1. CLOSE TO... -you and me-
2. crimson

- Daemonicus（iTunes Store 他）

## 関連バンド
元ドラムの今井乾介は解散したWizards' Hymn（ウィザーズ・ヒム）のリーダーでもある。